# Victor Müller (Maler, 1830)

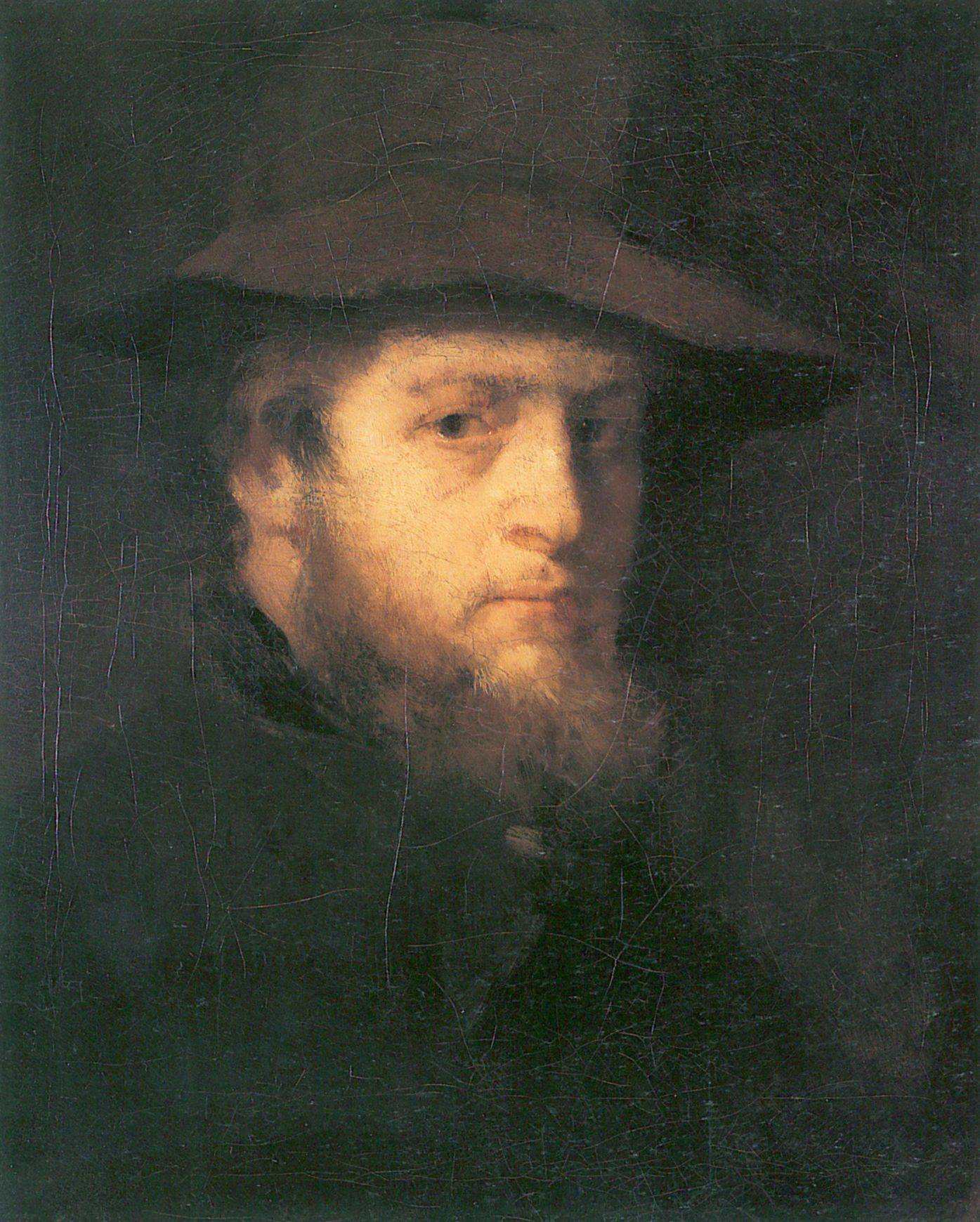
Victor Müller
Porträt von Wilhelm Leibl, um 1870

Victor Müller, gelegentlich Viktor Müller, (* 29. März 1830 in Frankfurt am Main; † 21. Dezember 1871 in München) war ein deutscher Maler.

## Leben
Victor Müller war der Sohn des Frankfurter Arztes Valentin Christian Müller und dessen Ehefrau Charlotte, geb. Schmid. Seine Cousine Luise Marianne Bansa war mit dem Maler Carl Morgenstern verheiratet.
Er wuchs in einem großbürgerlichen Umfeld auf. Nach seiner Schulzeit immatrikulierte er sich 1845 am Städelschen Kunstinstitut und wurde Schüler von Jakob Becker, Friedrich Maximilian Hessemer, Johann David Passavant und Johann Nepomuk Zwerger, durch die er die Werke der Nazarener schätzen lernte.
Müller lernte als Student die Künstler Alfred Rethel und Moritz von Schwind persönlich kennen, schloss sich jedoch den Naturalisten an. Im Herbst 1848 unternahm er eine ausgedehnte Studienreise, die ihn zuerst nach Antwerpen führte. Dort studierte und kopierte er Werke von Anthonis van Dyck und Peter Paul Rubens. Im März 1850 ließ er sich in Paris nieder. Nach eigener Aussage ging er täglich in den Louvre, um „nach einer frischen poetischen Richtung zu suchen“. Dort entwickelte er eine Vorliebe für Domenico Fetti, Raffael, Tizian und Paolo Veronese, bewunderte aber auch die Werke seiner Zeitgenossen, wie Gustave Courbet, Eugène Delacroix und Jean-François Millet. Seine Skizzen und Studien der Landschaft lassen durchaus eine Nähe zur Schule von Barbizon erkennen. 1855 beteiligte er sich – mit Unterstützung seines Lehrers Thomas Couture – mit seinem Bild L’homme, le sommeil, le rêve an der Pariser Weltausstellung.

1858 kehrte er nach Frankfurt zurück, ohne seine engen Kontakte zu den französischen Kollegen zu verlieren. Höchstwahrscheinlich auf Müllers Einladung kam Gustave Courbet noch im selben Jahr nach Frankfurt, wo er ein halbes Jahr verbrachte und in intensivem künstlerischen Austausch mit Müller und anderen Frankfurter Malerkollegen stand. Auf Courbets Fürsprache hin stellte Müller 1867 fünf Werke beim Pariser Salon aus.

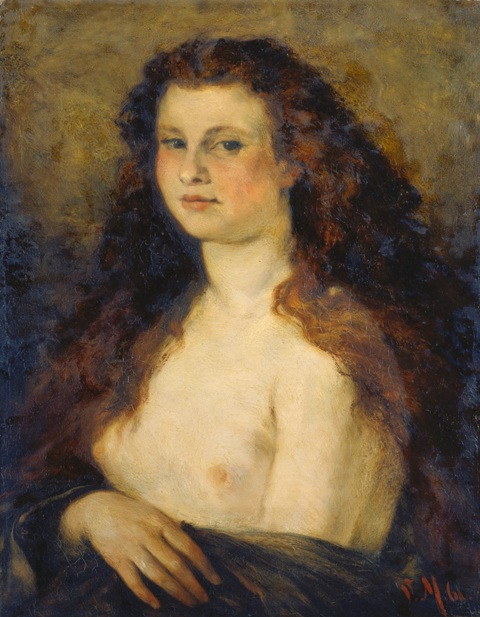
Halbakt eines jungen Mädchens, 1861, Städel Museum, Frankfurt

Während dieser Jahre entstand sein monumentales Bild Die Waldnymphe, das er 1863 fertigstellte und mit dem er großes Aufsehen und gespaltene Kritik hervorrief. 1865 unternahm Müller eine mehrwöchige Reise nach Amsterdam, wo er sich vom Werk Rembrandts inspirieren ließ, Den Haag und Scheveningen. Zurück in Frankfurt schuf er nach der Lektüre von Des Meeres und der Liebe Wellen (Franz Grillparzer) sein Bild Hero und Leander.
1865 ließ sich Müller in München nieder. Hier scharte er eine Gruppe jüngerer Künstler um sich – darunter Wilhelm Leibl, Hans Thoma, Otto Scholderer, Louis Eysen und Karl Haider – aus deren Mitte späterhin der Leibl-Kreis erwuchs. Durch Leibl machte Müller Bekanntschaft mit dem Verleger Friedrich Bruckmann, in dessen Auftrag er einen Shakespeare-Zyklus malte. Müller bevorzugte Mädchenmodelle, darunter Cella Berteneder, die spätere Ehefrau von Hans Thoma.
1868 heiratete Müller in Frankfurt Ida Scholderer, eine Tochter seines Lehrers und Freundes Johann Christian Scholderer. Mit ihr hatte er einen Sohn, den späteren Arzt Otto Victor Müller (* 1870).
1869 wählte die Münchner Internationale Ausstellung Müller zum Mitglied ihrer Jury. In diesem Amt favorisierte er die französische Malerei der Moderne.
Im Alter von 41 Jahren starb Victor Müller am 21. Dezember 1871 in München.

## Werke
- L'homme, le sommeil et le rêve (verschollen), um 1852–1854
- Ritter und Nymphen (Frankfurt am Main, Privatsammlung), um 1855, Öl auf Holz, 26 × 35 cm
- Französische Landschaft (Tal mit Bäumen) (Frankfurt am Main, Städelsches Kunstinstitut), Öl auf Leinwand, 64,7 cm × 81,5 cm
- Alte Mainbrücke im Winter (Privatsammlung), 1858–59, Öl auf Holz, 27,9 × 40,9 cm
- Schneewittchen mit den Zwergen tanzend (Frankfurt am Main, Städelsches Kunstinstitut), Öl auf Leinwand, 43,5 × 71 cm
- Bildnis des Malers Otto Scholderer (Frankfurt am Main, Städelsches Kunstinstitut), 1861, Öl auf Leinwand, 36 cm × 48 cm
- Halbakt eines jungen Mädchens (Rote Marie) (Frankfurt am Main, Städelsches Kunstinstitut), 1861, Öl auf Leinwand, 72 cm × 56,5 cm
- Landschaftsszene aus Victor Hugos Les misérables (Frankfurt am Main, Städelsches Kunstinstitut), Öl auf Leinwand, 154 cm × 279 cm
- Waldnymphe (Frankfurt am Main, Städelsches Kunstinstitut), 1862, Öl auf Leinwand, 277,3 cm × 228,5 cm
- Hero und Leander(Frankfurt am Main, Städelsches Kunstinstitut), 1863, Öl auf Leinwand, 158 cm × 300 cm
- Mädchen (Sophie Stiebel) mit Pinscher (Winterthur, Museum Oskar Reinhart), 1863, Öl auf Leinwand, 105 cm × 76 cm
- Beweinung des Adonis (Frankfurt am Main, Städelsches Kunstinstitut), 1864, Öl auf Leinwand, 125,4 cm × 90,7 cm
- Hamlet und Horatio am Grabe der Ophelia (Frankfurt am Main, Städelsches Kunstinstitut), Öl auf Leinwand, 212 cm × 154 cm
- Ophelia am Weidenbaum am Bach (Frankfurt am Main, Städelsches Kunstinstitut), Öl auf Leinwand, 210 cm × 154 cm
- Salome mit dem Haupt des Johannes (Berlin, Alte Nationalgalerie), 1870, Öl auf Leinwand, 78,5 × 66 cm
- Blumenmädchen (Frankfurt am Main, Städelsches Kunstinstitut), 1871, Öl auf Leinwand, 56,2 cm × 91,4 cm
- Romeo und Julia (München, Bayerische Staatsgemäldesammlungen, Neue Pinakothek), 1869–1871, Öl auf Leinwand, 213 × 156 cm